# توم أشبروك
توم أشبروك (بالإنجليزية: Tom Ashbrook)‏ هو صحفي أمريكي، ولد في 1956 في بلومنجتون في الولايات المتحدة.

## وصلات خارجية
- توم أشبروك على موقع ميوزك برينز (الإنجليزية)